# Palpita perunionalis
Palpita perunionalis là một loài bướm đêm trong họ Crambidae.